# Lijst van coaches van het Luxemburgs voetbalelftal (mannen)
Dit is een lijst van bondscoaches van het Luxemburgs voetbalelftal mannen.

## Bondscoaches
| Naam                 | Land van herkomst | Begin periode     | Einde periode    | Prijzen | Opmerkingen/Wijze van vertrek                    |
| -------------------- | ----------------- | ----------------- | ---------------- | ------- | ------------------------------------------------ |
| Gustave Jacquemart   | Luxemburg         | 1 mei 1928        | 31 mei 1928      |         |                                                  |
| Paul Feierstein      | Luxemburg         | 1 juni 1933       | 30 juni 1948     |         |                                                  |
| Jean-Pierre Hoscheid | Luxemburg         | 18 juli 1948      | 26 juni 1949     |         |                                                  |
| Adolf Patek          | Oostenrijk        | 18 september 1949 | 30 juni 1953     |         |                                                  |
| Béla Volentik        | Hongarije         | 1 september 1953  | 15 februari 1955 |         |                                                  |
| Eduard Havlicek      | Oostenrijk        | 1 januari 1955    | 30 juni 1955     |         |                                                  |
| Nándor Lengyel       | Hongarije         | 25 september 1955 | 24 mei 1959      |         |                                                  |
| Robert Heinz         | Duitsland         | 1 juli 1960       | 30 juni 1969     |         |                                                  |
| Ernst Melchior       | Oostenrijk        | 1 juli 1969       | 30 juni 1972     |         |                                                  |
| Gilbert Legrand      | Frankrijk         | 7 oktober 1972    | 3 december 1977  |         |                                                  |
| Arthur Schoos        | Luxemburg         | 15 februari 1978  | 31 maart 1978    |         |                                                  |
| Louis Pilot          | Luxemburg         | 7 oktober 1978    | 9 juni 1984      |         |                                                  |
| Jef Vliers           | België            | 13 oktober 1984   | 22 december 1984 |         |                                                  |
| Josy Kirchens        | Luxemburg         | 27 maart 1985     | 18 mei 1985      |         |                                                  |
| Paul Philipp         | Luxemburg         | 29 september 1985 | 8 oktober 2001   |         |                                                  |
| Allan Simonsen       | Denemarken        | 1 november 2001   | 15 december 2004 |         | Wederzijds toestemming, Guy Hellers vervangt hem |
| Guy Hellers          | Luxemburg         | 1 januari 2005    | 3 augustus 2010  |         | Ontslag genomen, Luc Holtz vervangt hem          |
| Luc Holtz            | Luxemburg         | 3 augustus 2010   |                  |         |                                                  |

FLF · A-internationals · Bondscoaches · Statistieken · Luxemburgs vrouwenelftal · Luxemburg U21 · Luxemburg U19 · Luxemburg U18 · Luxemburg U17 · Luxemburg U16
1911 – 1919 ·
1920 – 1929 ·
1930 – 1939 ·
1940 – 1949 ·
1950 – 1959 ·
1960 – 1969 ·
1970 – 1979 ·
1980 – 1989 ·
1990 – 1999 ·
2000 – 2009 ·
2010 – 2019 ·
2020 − 2029
OS 1920 · 
OS 1924 · 
OS 1928 · 
OS 1936 · 
OS 1948 · 
OS 1952
1911 · 
1912 · 
1913 · 
1914 · 
1915 · 1916 · 1917 · 1918 · 1919 · 
1920 · 
1921 · 1922 · 1923 · 
1924 · 
1925 · 1926 · 
1927 · 
1928 · 
1929 · 1930 · 1931 · 1932 · 1933 · 
1934 · 
1935 · 
1936 · 
1937 · 
1938 · 
1939 · 
1940 · 
1941 · 1942 · 1943 · 1944 · 
1945 · 
1946 · 
1947 · 
1948 · 
1949 · 
1950 · 
1952 · 
1952 · 
1953 · 
1954 · 
1955 · 
1956 · 
1957 · 
1958 · 
1959 · 
1960 · 
1961 · 
1962 · 
1963 · 
1964 · 
1965 · 
1966 · 
1967 · 
1968 · 
1969 · 
1970 · 
1971 · 
1972 · 
1973 · 
1974 · 
1975 · 
1976 · 
1977 · 
1978 · 
1979 · 
1980 · 
1981 · 
1982 · 
1983 · 
1984 · 
1985 · 
1986 · 
1987 · 
1988 · 
1989 · 
1990 · 
1991 · 
1992 · 
1993 · 
1994 · 
1995 · 
1996 · 
1997 · 
1998 · 
1999 · 
2000 · 
2001 · 
2002 · 
2003 · 
2004 · 
2005 · 
2006 · 
2007 · 
2008 · 
2009 · 
2010 · 
2011 · 
2012 · 
2013 · 
2014 · 
2015 ·
2016 ·
2017 ·
2018 ·
2019 ·
2020 ·
2021
Afghanistan ·
Albanië ·
Algerije ·
Armenië ·
Azerbeidzjan ·
België ·
Bosnië en Herzegovina ·
Brazilië ·
Bulgarije ·
Canada ·
Cyprus ·
DDR ·
Denemarken ·
(West-)Duitsland ·
Egypte ·
Engeland ·
Estland ·
Faeröer ·
Finland ·
Frankrijk ·
Gambia ·
Georgië ·
Griekenland ·
Hongarije ·
Ierland ·
IJsland ·
Israël ·
Italië ·
Japan ·
Joegoslavië ·
Kaapverdië ·
Kameroen ·
Kazachstan ·
Letland ·
Liechtenstein ·
Litouwen ·
Madagaskar ·
Malta ·
Marokko ·
Mexico ·
Moldavië ·
Montenegro ·
Myanmar ·
Nederland ·
Nigeria ·
Noord-Ierland ·
Noord-Macedonië ·
Noorwegen ·
Oekraïne ·
Oostenrijk ·
Polen ·
Portugal ·
Qatar ·
Roemenië ·
Rusland ·
San Marino ·
Saoedi-Arabië ·
Schotland ·
Senegal ·
Servië ·
Servië en Montenegro ·
Slovenië ·
Slowakije ·
Sovjet-Unie ·
Spanje ·
Thailand ·
Togo ·
Tsjechië ·
Tsjecho-Slowakije ·
Turkije ·
Uruguay ·
Verenigde Staten ·
Wales ·
Wit-Rusland ·
Zuid-Korea ·
Zweden ·
Zwitserland